# Der Prozeß um des Esels Schatten
Der Prozeß um des Esels Schatten ist das erste Hörspiel des Schweizer Autors Friedrich Dürrenmatt. Das Grundmotiv ist die Geschichte Des Esels Schatten, die bereits in der Antike bekannt war. Das Hörspiel entstand in enger Anlehnung an das vierte Buch Der Proceß um des Esels Schatten des satirischen Romans Die Abderiten von Christoph Martin Wieland und wurde erstmals am 5. April 1951 von Radio Bern ausgestrahlt. In gedruckter Form erschien das Stück erstmals 1958 beim Arche Verlag mit dem Untertitel Ein Hörspiel [nach Wieland – aber nicht sehr]. Eine Bühnenfassung von Jörg Reichlin wurde 1994 in Frankfurt am Main aufgeführt.

## Inhalt
Der Zahnarzt Struthion mietet beim Eseltreiber Anthrax einen Esel, um von Abdera zu dem drei Tagesreisen entfernten Ort Gerania zu reisen. Unterwegs möchte er im Schatten des Tieres rasten, doch der Eselstreiber will dafür erneut eine Gebühr erheben, da nach seiner Auffassung die Miete lediglich die Fortbewegung mit dem Esel umfasse, nicht aber die Nutzung des Schattens. Daher sei eine erneute Bezahlung angebracht. Da der Zahnarzt nicht gewillt ist, für des Esels Schatten extra zu bezahlen, kehren die beiden nach Abdera zurück und bringen die Sache vor den Stadtrichter Philippides. Der Stadtrichter meint, man solle sich in Güte miteinander einigen, und schlägt vor, dass der Zahnarzt eine Kleinigkeit zahlt und der Eseltreiber ihm dafür erlaubt, sich in den Schatten des Tieres zu setzen. Allerdings verhärten sich die Fronten, weil den beiden Streithähnen die Anwälte Physignatus und Polyphonus beispringen, die aus der Angelegenheit einen Testfall für das Rechtssystem in Abdera machen. Sie treten mit einer pathetischen und feindseligen Rhetorik auf und behaupten jeweils, dass die Justiz unglaubwürdig wird, wenn man nicht Recht bekommt. Schließlich wird die ganze Stadt Abdera in den Streit hineingezogen und die Auseinandersetzung endet in einer großen Katastrophe.

### Personen
- Struthion, der Zahnarzt
- Anthrax, der Eseltreiber
- Krobyle, seine Frau
- Philippides, der Stadtrichter
- Miltias, der Assessor
- Physignatus, Advokat von Struthion
- Polyphonus, Advokat von Anthrax
- Tiphys, Kapitän
- Iris, seine Braut
- Mastax, Helmschmied, Bruder des Tiphys
- Peleias, Putzmacherin, Geliebte des Mastax
- Strobylus, Oberpriester, Protektor von Anthrax
- Telesia, Liebkind des Strobylus, heilige Jungfrau
- Agathyrsus, Erzpriester, Protektor von Struthion
- Vorsitzender des Tierschutzvereins
- Vorsitzender des Fremdenverkehrsvereins
- Direktor der Marmor AG
- Agitator
- Hypsiboas, Senatspräsident
- Pfrieme, Zunftmeister
- Thykidides, Waffendirektor
- Zwei Abgesandte
- Feuerwächter und Feuerwehrhauptmann
- Zwei Feldweibel
- Bettler, Ausrufer, Verkäuferin
- 5 Richter
- Der Esel

## Inszenierungen
- 1952: Südwestfunk – Regie: Karl Peter Biltz
  - Struthion:  Horst Beilke
  - Anthrax: Wolfgang Golisch
  - Philippides: Ernst Sladeck
  - Physignates: Kurt Ebbinghaus
  - Polyphonus: Alois Garg
  - Peleias: Lieselotte Köster
  - Agathyrsus: Heinz Schimmelpfennig
  - Vorsitzender des Tierschutzvereins: Alexander Hegarth
  - Direktor der Marmor AG: Martin Hirthe
  - Polyphem: Dirk Dautzenberg
  - Ausrufer: Klaus Friedrich
  - Bettler: Peer Lhot
  - Verkäuferin: Irene Reisinger
  - 1. Richter/Mann: Karl Georg Saebisch
  - Esel: Ludwig Anschütz u. v. a.

- 1952: Bayerischer Rundfunk – Regie: Walter Ohm
  - Struthion: Ernst Ginsberg
  - Anthrax: Wilfried Seyferth
  - Philippides: Hans Leibelt
  - Peter Lühr
  - Trude Hesterberg
  - Maria Nicklisch
  - Friedrich Domin
  - Werner Hinz
  - Fritz Rasp
  - Hans Hermann Schaufuß
  - Bruno Hübner

- 1954: Nordwestdeutscher Rundfunk (NWDR Köln), in der Reihe: Neues aus Schilda – Regie: Raoul Wolfgang Schnell
  - Philippides, Stadtrichter von Abdera: Paul Bildt
  - Strathion, ein antiker Zahnarzt aus Abdera: Hanns Ernst Jäger
  - Anthrax, Eseltreiber und Vermieter: Werner Lieven
  - Physignatus, Sykophant und Linksanwalt von Anthrax: Werner Hessenland
  - Polyphonus, Sykophant und Linksanwalt von Anthrax: René Deltgen
  - Anführer der Partei der "Schatten": Lotte Koch
  - Anführer der Partei der "Esel": Hermann Pfeiffer u. a.

- 1958: Norddeutscher Rundfunk – Regie: Ludwig Cremer
  - Struthion: Alfred Balthoff
  - Anthrax: Bum Krüger
  - Krobyle: Carsta Löck
  - Philippides: Erwin Linder
  - Polyphonus: Helmut Peine
  - Physignatus: Fritz Wagner
  - Peleias: Inge Meysel
  - Telesia: Dagmar Altrichter
  - Strobylos: Carl Voscherau
  - Agathyrsus: Heinz Klevenow
  - Miltias: Hermann Lenschau u. a.

- 1959: Österreichischer Rundfunk – Regie: Ernst Schönwiese
  - Struthion: Jochen Brockmann
  - Anthrax: Viktor Gschmeidler
  - Krobyle: Marianne Gerzner
  - Philippides: Karl Fochler
  - Polyphonus: Otto Schenk
  - Physignatus: Egon von Jordan
  - Peleias: Paula Pfluger

- 1962: Süddeutscher Rundfunk – Regie: Otto Kurth
  - Struthion: Gregor von Rezzori
  - Anthrax: Wolfgang Wahl
  - Krobyle: Ida Krottendorf
  - Philippides: Günther Lüders
  - Miltias: Manfred Heidmann
  - Physignatus: Helmut Peine
  - Polyphonus: Kurt Haars
  - Tiphys: Hermann Schomberg
  - Iris: Ortrud Bechler
  - Mastax: Gerhard Just
  - Peleias: Karin Schlemmer
  - Strobylus, Oberpriester: Ludwig Anschütz
  - Agathyrsus: Hans Mahnke u. v. a.

- 1964: Bayerischer Rundfunk/Saarländischer Rundfunk – Regie: Otto Kurth
  - Struthion: Hanns Ernst Jäger
  - Anthrax: Bum Krüger
  - Krobyle: Maria Landrock
  - Philippides: Friedrich Maurer
  - Polyphonus: Joachim Teege
  - Physignatus: Horst Tappert
  - Esel: Hans Clarin
  - Eric Jelde
  - Adolf Ziegler
  - Sigfrit Steiner
- Werner Hessenland u. a.

- 1967: Rundfunk der DDR – Regie: Edgar Kaufmann
  - Struthion: Hans-Joachim Hanisch
  - Anthrax: Peter Dommisch
  - Krobyle: Helga Hahnemann
  - Philippides: Gerhard Bienert
  - Physignatus: Herwart Grosse
  - Ployphonus: Walter Jupé
  - Peleias: Marianne Wünscher
  - Mastax: Jürgen Holtz
  - Tiphys: Helmut Müller-Lankow
  - Iris: Else Grube-Deister
  - Teresia: Irmgard Düren
  - Strobylus: Heinz Scholz u. v. a.

- 1974: Schweizer Radio DRS – Regie: Klaus W. Leonhard
  - Struthion: Klaus Schwarzkopf
  - Anthrax: Hans Dieter Zeidler
  - Philippides: Horst Christian Beckmann
  - Polyphonus: Helmut Winkelmann
  - Physignatus: Franz Matter
  - Esel: Friedrich Dürrenmatt

Die Version von 1974 ist auch als Hörbuch erhältlich.
- 1990: Deutsche Welle, in der Reihe: Matinée – Regie: Tibor von Peterdy
  - Philippides, Richter: Lothar Ostermann
  - Witwe Pfriem, Zunftmeisterin: Karin Buchali
  - Anthrax, Eselstreiber: Fritz Bachschmidt
  - Krobyle, Frau des Eselstreibers: Renate Fuhrmann
  - Schwätzer/Sykophant/Rechtsverdreher: Walter Gontermann
  - Struthion, Zahnarzt: Jürgen Hilken
  - Pausback, Sykophant/Rechtsverdreher: Michael Oenicke
  - Stimme: Hans Peter Thielen[2]

## Kritiken
„Dürrenmatt hat den breit epischen Text Wielands gestrafft und einschneidende Änderungen vorgenommen. Bei Wieland geht der Streit um des Esels Schatten gut und vernünftig aus. Bei Dürrenmatt endet er mit dem Untergang Abderas. [...] Der Unsinn siegt.“

„Dürrenmatts sprach- und bildgewaltiges Hörspiel nach Christoph Martin Wielands Roman »Die Abderiten« führt meisterhaft vor, welch absurde Folgen die schiere Gier haben kann und ist damit zeitlos aktuell.“

## Ausgaben
- 1958: Friedrich Dürrenmatt: Der Prozeß um des Esels Schatten. Ein Hörspiel [nach Wieland – aber nicht sehr]. In: Die kleinen Bücher der Arche. Band 267, Arche, Zürich.
- 1961: Friedrich Dürrenmatt: Der Prozeß um des Esels Schatten. In: Gesammelte Hörspiele. Arche, Zürich.
- 1980: Friedrich Dürrenmatt: Herkules und der Stall des Augias / Der Prozeß um des Esels Schatten: Griechische Stücke. Neufassungen von 1980. Diogenes, Zürich, ISBN 3257208383.
- 1998: Friedrich Dürrenmatt: Herkules und der Stall des Augias / Der Prozeß um des Esels Schatten: Griechische Stücke. In: Friedrich Dürrenmatt: Werkausgabe. Band 8. Neufassungen von 1980. Diogenes Taschenbuch 23048, Zürich, ISBN 3257230486.
- 2010: Friedrich Dürrenmatt: Der Prozess um des Esels Schatten. Hörbuch 2 CDs, in: Das Schweizer-Radio-DRS-Hörbuch im Christoph-Merian-Verlag, Christoph Merian Verlag, Basel, ISBN 3856164316.